# Remigia indentata
Remigia indentata là một loài bướm đêm trong họ Erebidae.